# Saint-Rémy-du-Plain
 Saint-Rémy-du-Plain  es una población y comuna francesa, situada en la región de Bretaña, departamento de Ille y Vilaine, en el distrito de Fougères y cantón de Antrain.

## Demografía
| 590 | 561 | 561 | 548 | 590 | 580 |
| Para los censos de 1962 a 1999 la población legal corresponde a la población sin duplicidades (Fuente: INSEE [Consultar]) |     |     |     |     |     |